# Marlin Firearms
Marlin Firearms Co. — американская оружейная компания, производитель нарезного и гладкоствольного оружия, а также боеприпасов к нему. Предлагает широкий ассортимент спортивных винтовок, охотничьих дробовиков, патронов и аксессуаров к оружию. Штаб-квартира компании располагается в Северной Каролине, производственные мощности — в штатах Нью-Йорк и Кентукки. Владеет торговыми марками Harrington and Richardson (H&R), New England Firearms (NEF) и LC Smith.

## История
Основана Джоном М. Марлином в 1870 году как семейный бизнес по производству револьверов и дерринджеров. 
В 1915 году была выкуплена и переименована в Marlin Rockwell Corporation. 
В 1969 году компания переместилась на новую фабрику в город Норт-Хейвен.
Долгое время работала над военными заказами, например — занималась производством одного из первых серийных пулеметов «Кольт-Браунинг M1895». В 2007 году стала собственностью холдинга Remington Arms.

## Продукция и разработки
- .308 Marlin Express
- .338 Marlin Еxpress
- .444 Marlin
- .450 Marlin
- Marlin Camp Carbine
- Marlin Model 336[англ.]